# Aphis craccivora
Espèce
Aphis craccivora (aussi appelé puceron noir de la luzerne, puceron de la gourgane ou puceron oriental du pois) est une espèce d'insectes hémiptères de la famille des Aphididae.
Ce puceron polyphage est un ravageur des Légumineuses principalement. C'est aussi un insecte vecteur de différents phytovirus.

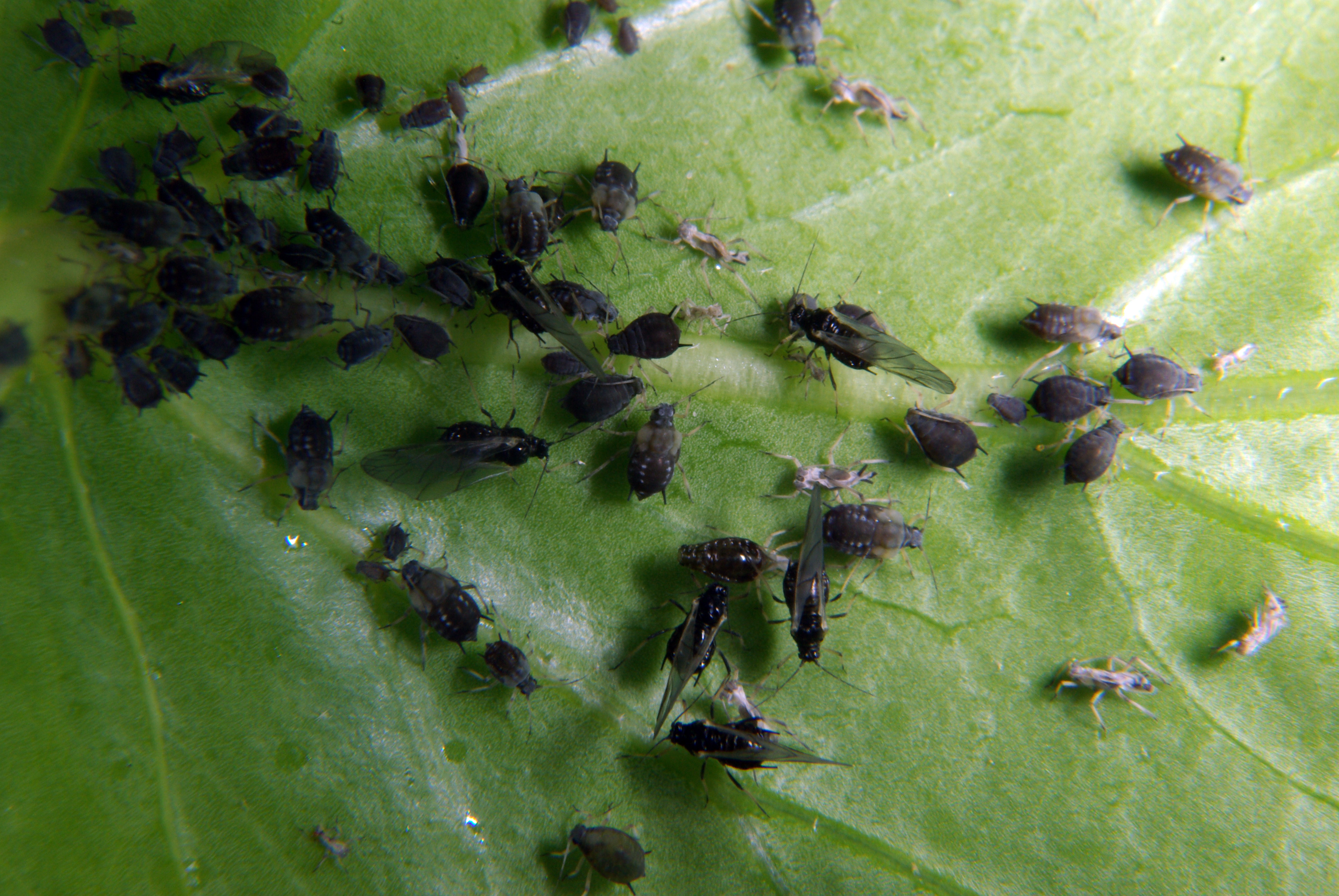
Vue de plusieurs générations dAphis craccivora

## Liste des sous-espèces
Selon Catalogue of Life (12 septembre 2014) :
- sous-espèce Aphis craccivora craccivora Koch, 1854
- sous-espèce Aphis craccivora pseudacaciae